# Grădină japoneză
Grădinile japoneze (日本庭園 nihon teien?) sunt grădini tradiționale care creează peisaje idealizate în miniatură, adesea având un grad ridicat de abstractizare și stilizare.   Grădinile nobilimii și ale împăratului au fost designate pentru recreare și plăcere estetică, în timp ce grădinile templelor buddhiste au fost create pentru contemplare și meditație.

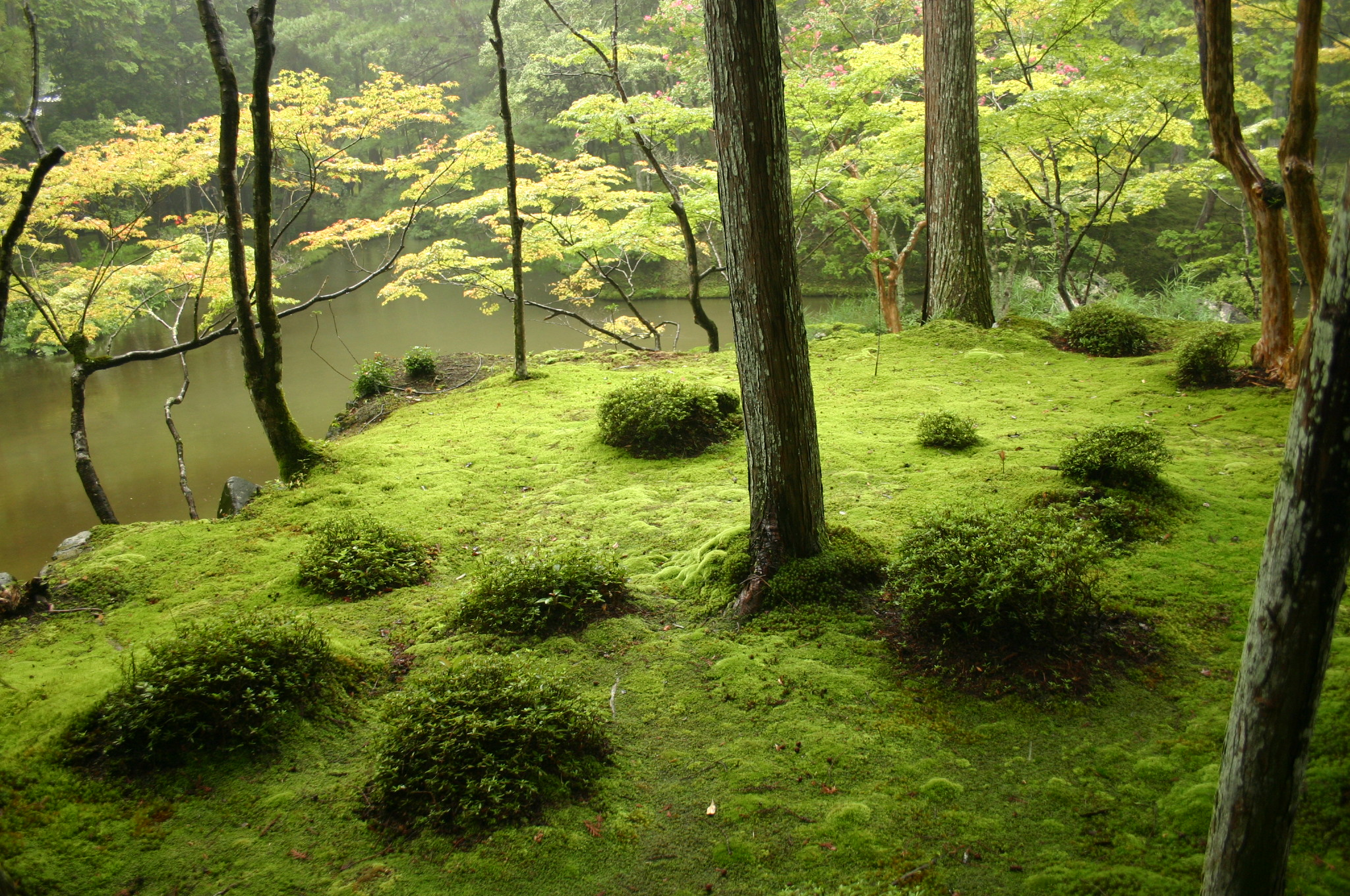
Saihō-ji din Kyoto, una din cele mai remarcabile
și vechi grădini japoneze din Japonia, cunoscută și ca Grădina cu/de mușchi, a fost creată în 1339.

Printre diferite stiluri de grădini japoneze se numără și karesansui, grădini japoneze de roci ori Grădini Zen, ce sunt grădini de meditație (în care folosirea nisipului alb sugerează apa); roji, grădini simple, rustice cu pavilioane unde servirea ceaiului, în cadrul ceremoniei ceaiului, ește principala ocupației; kaiyū-shiki-teien, grădini de promenadă sau de plimbare, în care vizitatorul urmărește un anumit traseu pentru a descoperi peisaje executate cu remarcabilă precizie (ce pot fi observate doar din anumite puncte ale traseului) și tsubo-niwa, mici grădini ce înfrumusețează curțile interioare ale unor clădiri, care sunt astfel construite.
Inițial, grădinile japoneze au fost create și realizate sub puternica influență a grădinilor  chinezești,  dar, încet și gradat, designerii de grădini japoneze au găsit propria lor abordare, dezvoltând estetica lor proprie, în parte datorită culturii japoneze (deosebită de cea chinezească) și în parte datorită peisajului natural și aspectului diferit al reliefului japonez, precum și a materialelor locale.  Astfel, în timpul perioadei Edo, grădinăritul și grădinile japoneze au atins acel nivel de autenticitate care le-au determinat propria lor aparență distinctă.   De la sfârșitul secolului al 19-lea, grădinile japoneze s-au adaptat la modalitățile în care civilizația vestică au conceput grădinile.

## Vedeți și
- Niwaki
- Shishi odoshi
- Beijing Botanical Garden
- Yuyuan Garden